# Jason Derulo (álbum)
Jason Derulo es el álbum debut del artista R&B y pop Jason Derulo. El álbum fue producido por JR Rotem y  tiene singles exitosos como, "Whatcha Say", que alcanzó el puesto #1 en el Hot 100 de Billboard e "In My Head", que ha alcanzado el # 11 en Hot 100 de Billboard. El álbum fue lanzado oficialmente el 2 de marzo de 2010.

## Antecedentes
Jason ha escrito canciones para muchos artistas exitosos, desde el 2007 hasta el 2009. "Whatcha Say" fue producido por JR Rotem, con producción adicional de Fuego. Debido al éxito repentino de "Whatcha Say", Derulo comenzó a trabajar en su álbum debut.
En diciembre de 2009, el álbum fue terminado, y posteriormente lanzado el segundo sencillo de su álbum, "In My Head", el 8 de diciembre de 2009. Debutó en el #63 en el Billboard Hot 100, y desde entonces ha llegado a # 11, se convierta en otro éxito dentro del Top 40 de Jason.
Jason comenzó a promocionar el álbum a finales de noviembre de 2009 en actos de apertura en la gira de Lady Gaga, The Monster Ball Tour, que finalizara en 2010.

## Singles
- Whatcha Say: fue lanzado como el primer sencillo del álbum el 4 de agosto de 2009. El sencillo se pudo descargar digitalmente a partir del 5 de mayo de 2009, pero no fue lanzado oficialmente hasta el 4 de agosto. Alcanzó el puesto #1 en el Hot 100 a mediados de noviembre de 2009, lo que hizo Jason una estrella internacional, también alcanzó el Top 10 en todo el mundo y alcanzó el número 1 en muchos otros países. El video se filmó en agosto de 2009, y fue lanzado en septiembre de 2009, y fue muy publicitado en VH1 y MTV.

- In My Head fue lanzado como el segundo sencillo del álbum el 8 de diciembre de 2009. El sencillo debutó en el #63 en el Hot 100 en EE. UU. a finales de diciembre de 2009, y desde entonces ha alcanzado el #11 en el Hot 100, convirtiéndose en su segundo Top 40 en los EE. UU.

## Listado de canciones
La lista de pistas oficial fue confirmada por iTunes y la página web oficial de Jason.
| Jason Derulo |                             |                                                                   |          |  |
| N.º          | Título                      | Escritor(es)                                                      | Duración |  |
| 1.           | «Whatcha Say»               | Jason Derulo, Kisean Anderson, J-Lex, Jonathan Rotem, Imogen Heap | 3:42     |  |
| 2.           | «Ridin' Solo»               |                                                                   | 3:39     |  |
| 3.           | «In My Head»                | Derulo, Rotem                                                     | 3:21     |  |
| 4.           | «The Sky's the Limit»       |                                                                   | 4:02     |  |
| 5.           | «What If»                   |                                                                   | 3:19     |  |
| 6.           | «Love Hangover»             |                                                                   |          |  |
| 7.           | «Encore»                    |                                                                   | 4:03     |  |
| 8.           | «Fallen»                    |                                                                   | 3:33     |  |
| 9.           | «Blind»                     |                                                                   |          |  |
| 10.          | «Strobelight» (Bonus track) |                                                                   |          |  |

| Japan and iTunes Bonus Track |                                         |              |          |  |
| N.º                          | Título                                  | Escritor(es) | Duración |  |
| 11.                          | «Queen of Hearts» (Digital bonus track) |              | 4:02     |  |

## Listas musicales de álbumes
| Lista (2010)             | Mejor posición |
| ------------------------ | -------------- |
| Australian Albums Chart  | 4              |
| Canadian Albums Chart    | 9              |
| Dutch Albums Chart       | 30             |
| German Albums Chart      | 49             |
| Irish Albums Chart       | 10             |
| New Zealand Albums Chart | 5              |
| Swedish Albums Chart     | 59             |
| Swiss Albums Chart       | 13             |
| UK Albums Chart          | 8              |
| UK R&B Albums Chart      | 2              |
| U.S. Billboard 200       | 11             |

## Historial lanzamiento
| País           | Fecha                 | Sello                        |
| -------------- | --------------------- | ---------------------------- |
| Nueva Zelanda  | 26 de febrero de 2010 | Beluga Heights, Warner Bros. |
| Reino Unido    | 1 de marzo de 2010    | Beluga Heights, Warner Bros. |
| Estados Unidos | 2 de marzo de 2010    | Beluga Heights, Warner Bros. |
| Canadá         | 2 de marzo de 2010    | Beluga Heights, Warner Bros. |
| Australia      | 5 de marzo de 2010    | Beluga Heights, Warner Bros. |
| Alemania       | 5 de marzo de 2010    | Beluga Heights, Warner Bros. |
| Japón          | 10 de marzo de 2010   | Warner Bros.                 |
| Polonia        | 15 de marzo de 2010   | Warner Bros.                 |
| Brasil         | 25 de marzo de 2010   | Warner Bros.                 |